# غتاب
غتاب (بالفارسية: گتاب) هي مدينة تقع في إيران في Gatab District. يقدر عدد سكانها بـ 6,956 نسمة .